# Титр (единица измерения)
Титр в текстильной промышленности служит для оценки толщины волокон и нитей (в основном шёлковых). Выражается произведением площади поперечного сечения волокна или нити на плотность их вещества (или отношением массы волокна или нити к их длине). Титр стали применять в XVIII веке; с 1900-х используют так называемый легальный титр, численно равный массе нити (в г) длиной 9 км. В СССР с 1956 года вместо титра был принят текс.